# Zeitzeichen (Hörfunksendung)
Zeitzeichen (Eigenschreibweise ZeitZeichen) ist eine tägliche Sendung im Radio des Westdeutschen Rundfunks (WDR), die seit dem 4. April 1972 historische Ereignisse und bedeutende Personen der Geschichte in Form einer rund 15-minütigen Radio-Dokumentation vorstellt.
Das Sendeformat schuf der WDR-Redakteur Wolf Dieter Ruppel 1972, der seine Idee in zwei Wochen zur Sendereife entwickelt haben soll. Ruppel hatte bereits im Morgenmagazin des WDR-Hörfunks runde Jahrestage wichtiger Ereignisse behandelt. In den ersten Monaten nach der Einführung behandelte eine Zeitzeichen-Folge, im Gegensatz zu heute, mehrere Themen.
Im Mittelpunkt der Sendung steht inzwischen jeweils ein historisches Ereignis („Heute vor … Jahren …“), das mit unterschiedlichen Mitteln (historische Tondokumente, Ausschnitte aus Interviews mit Fachleuten oder Zeitzeugen, atmosphärische Klänge und Geräusche, Musikeinspielungen) aus heutiger Sicht erläutert wird.
Der WDR strahlt das ZeitZeichen täglich um 9:45 Uhr auf WDR 5 aus. Zusätzlich läuft es Montag bis Freitag im SR 2 Kulturradio um 9:05 Uhr. Auf NDR Info lief die Sendung bis zum 31. Dezember 2020 von Montag bis Freitag um 20.15 Uhr sowie am Sonnabend und Sonntag um 19.05 Uhr.

## Themen
Thema der Sendung können Jahrestage von Ereignissen aus Politik und Geschichte sein (zum Beispiel die Änderung des Strafgesetzbuches), es kann an Geburts- oder Todestage/sonstige Eigenheiten berühmter Personen erinnern (etwa der Geburtstag Ludwigs XIV.) oder an Erfindungen, kulturelle sowie Sportereignisse, aber auch randständige kulturgeschichtliche Phänomene wie die Erfindung des Gummibärchens. Bedingung ist, dass dieses Ereignis vom Sendetermin aus betrachtet auf einem Fünf-Jahres-Raster liegt.
Von dieser Regel wird gelegentlich abgewichen. Bisweilen gibt es Beiträge zu Ereignissen, die sich nicht auf den Tag genau datieren lassen, etwa der Todestag des Eratosthenes von Kyrene, was am 6. November 2011 unter dem Titel „Vor ca. 2200 Jahren stirbt der griechische Gelehrte Eratosthenes von Kyrene“ behandelt wurde. Außerdem wird jeweils am 1. April meist ein erfundenes Ereignis thematisiert; so 2016 die Entdeckung, dass Text und Melodie der deutschen Nationalhymne türkisch-osmanische Wurzeln haben.
Autoren sind bekannte Hörfunk-Journalisten, wobei diese ihre Texte selbst einsprechen. Das war in der Anfangsphase noch nicht üblich. Das Jingle bestand lange Zeit aus dem gemorsten Titel der Sendung, was in der Variation unter dem Namen „SR2-ZeitZeichen in der Morgenmusik“ auf SR 2 Kulturradio beibehalten wurde.

## Sendetermine
Die erste Sendung wurde am 4. April 1972 ausgestrahlt. Sie handelte von der Belagerung Leningrads im Jahr 1942, einer Rede der FDP-Politikerin Hildegard Hamm-Brücher des Jahres 1967 sowie von dem Chemieunglück in Walsum im Jahr 1952. In der Folge wechselte die Sendung mehrfach den Sendeplatz und auch den Sender innerhalb des WDR.
Seit Beginn des Jahres 2016 ist das Zeitzeichen täglich von 9.45 Uhr bis 10.00 Uhr auf WDR 5 und von 17.45 Uhr bis 18 Uhr auf WDR 3 zu hören. Außerdem übernimmt NDR Info die Sendungen montags bis freitags um 20.15 Uhr, sonnabends und sonntags um 19.05 Uhr. SR 2 Kulturradio sendet montags bis freitags von 9.05 bis 9.20 Uhr das Zeitzeichen.
Zusätzlich gibt es inzwischen die Möglichkeit, die Sendungen auf den Internetseiten der Sender (WDR, NDR und SR 2) anzuhören und herunterzuladen (Podcast).

## Stichtag
Teilweise produzieren die Zeitzeichen-Autoren auch einen etwa vier Minuten langen Stichtag für WDR 2 zum selben Thema. Dadurch versucht die Anstalt, Kosten zu senken. Ursprünglich hatte die Sendereihe Stichtag ausschließlich eigene Themen. Heute sind es oft kürzere Versionen der Zeitzeichen-Sendung des Tages, aber auch eigenständige Sendungen. Seit 2004 werden beide Sendungen von einer Redaktion betreut.
Auf WDR 2 wird der Stichtag täglich gegen 9.40 Uhr gesendet. Wiederholungen gibt es von Montag bis Samstag um 18.40 Uhr. Nach der Ausstrahlung ist der Stichtag als Podcast abrufbar.
Im Jahr 2020 plante der NDR, aus der Zeitzeichen-Finanzierungskooperation mit dem WDR und dem Saarländischem Rundfunk auszusteigen. Dies hätte die Einstellung des Formats Stichtag bedeutet.

## Autoren
Ab 2004 zählen zu den häufigen Autoren Bernd Ulrich, Christian Linder, Peter Hertel, Christoph Schmitz-Scholemann, Dirk Lorenzen, Doris Liebermann, Irene Meichsner, Karl Lippegaus, Katja Nicodemus, Maike Albath, Ralph Erdenberger, Matthias Bertsch, Maren Gottschalk, Heiner Wember, Daniela Wakonigg und Hans Conrad Zander sowie gelegentliche freie und Autoren aus anderen Redaktionen. Die Redaktion bilden Ronald Feisel, Michael Rüger, Gesa Rünker und Hildegard Schulte.

## Reichweite
Bis zum 40-jährigen Jubiläum im Jahre 2012 wurden insgesamt über 14.600 Ausgaben produziert. Jede Folge erreicht etwa 300.000 Hörer, der Podcast wird im Monat von mehr als 500.000 Hörern heruntergeladen (Stand 2012).
Mit dem 50-jährigen Jubiläum im Jahr 2022 gab es 18.250 Folgen mit 19 Millionen Podcast-Hörern pro Jahr.

## Ähnliche Formate anderer Sender
Andere ähnliche, aber kürzere Sendungen laufen im Deutschlandfunk und Deutschlandfunk Kultur unter dem Titel „Kalenderblatt“, auf Bayern 2 unter dem Namen „Das Kalenderblatt“, bei SWR2 als „Zeitwort“ sowie auf Radio Bremen unter dem Titel „As time goes by“. Hinzu kommt „Der Stichtag“, ein kurzer Beitrag zum Ende der ARD-Infonacht.